# Čermná nad Orlicí
Čermná nad Orlicí – gmina w Czechach, w powiecie Rychnov nad Kněžnou, w kraju hradeckim. Według danych z dnia 1 stycznia 2014 liczyła 1 006 mieszkańców.
W miejscowości jest stacja kolejowa Čermná nad Orlicí.